# Abacoleptus
Abacoleptus là một chi bọ cánh cứng thuộc họ Carabidae. Chi này được Charles Adolphe Albert Fauvel mô tả lần đầu tiên năm 1903.

## Loài
- Abacoleptus carinatus Fauvel, 1903
- Abacoleptus curtus Will, 2011
- Abacoleptus paradoxus Heller, 1916